# Campionato europeo della montagna 1930
Il Campionato europeo della montagna 1930 è stata la I edizione assoluta del Campionato europeo della montagna.

## Calendario prove
| Prova                                     | Data         | Vincitore assoluto          | Vettura                | Categoria        | Tempo   |
| ----------------------------------------- | ------------ | --------------------------- | ---------------------- | ---------------- | ------- |
| Zbraslav-Jíloviště (Praga)                | 11 maggio    | Hans Stuck                  | Austro-Daimler ADR 3.6 | Vetture da corsa | 2'45"7  |
| Cuneo-Colle della Maddalena               | 29 giugno    | Tazio Nuvolari              | Alfa Romeo P2          | Vetture da corsa | 38'21"4 |
| Shelsley-Walsh Open                       | 12 luglio    | Hans Stuck                  | Austro-Daimler ADR 3.6 | Vetture da corsa | 42"8    |
| Klausen (Altdorf)                         | 10 agosto    | Louis Chiron                | Bugatti T45            | Vetture da corsa | 16'24"6 |
| Schauinsland (Friburgo in Brisgovia)      | 17 agosto    | Heinrich-Joachim von Morgen | Bugatti T35B           | Vetture da corsa | 9'23"4  |
| Mont Ventoux (Avignon)                    | 24 agosto    | Pierre Rey                  | Bugatti T35C           | Vetture da corsa | 17'38"0 |
| Tatras (Zakopane, nei pressi di Cracovia) | 24 agosto    | Hans Stuck                  | Austro-Daimler ADR 3.6 | Vetture da corsa | 5'23"7  |
| Semmering (Vienna)                        | 14 settembre | Hans Stuck                  | Austro-Daimler ADR 4.0 | Vetture da corsa | 6'13"56 |
| Svab (Budapest)                           | 21 settembre | Rudolf Caracciola           | Mercedes-Benz SSK      | Vetture sport    | 3'21"13 |
| Feleac (Cluj Napoca-Brașov)               | 29 settembre | Hans Stuck                  | Austro-Daimler ADR 4.0 | Vetture da corsa | 2'38"0  |

## Classifica campionato
Vincitori del campionato europeo montagna
| \| Classe \| Pilota \| Vettura \| Punti \| \| ------------------------ \| ----------------- \| ----------------- \| ----- \| \| AIACR (Vetture da corsa) \| Hans Stuck \| Austro-Daimler \| 39 \| \| AIACR (Vetture sport) \| Rudolf Caracciola \| Mercedes-Benz SSK \| 35 \| |                   |                   |       |
| Classe | Pilota            | Vettura           | Punti |
| AIACR (Vetture da corsa) | Hans Stuck        | Austro-Daimler    | 39    |
| AIACR (Vetture sport) | Rudolf Caracciola | Mercedes-Benz SSK | 35    |